# Platypalpus vicarius
Platypalpus vicarius är en tvåvingeart som beskrevs av Walker 1857. Platypalpus vicarius ingår i släktet Platypalpus och familjen puckeldansflugor.
Artens utbredningsområde är Maine. Inga underarter finns listade i Catalogue of Life.